# Legenda șerifului din Tennessee
Legenda șerifului din Tennessee (titlul original: în engleză Walking Tall) este un film biografic de acțiune american, realizat în 1973 de regizorul Phil Karlson, pe baza unui caz real, protagoniști fiind actorii Joe Don Baker care l-a interpretat pe realul șerif Buford Pusser (12 decembrie 1937 – 21 august 1974), Elizabeth Hartman, Gene Evans și Leif Garrett. 
A fost primul dintr-o serie inițial de trei filme, urmat de Sfârșitul legendei (1975, regia Earl Bellamy) și Șeriful din Tennessee (partea a III-a) (1977, regia Jack Starrett) cât și alte remake-uri și sequel-uri.

## Rezumat
Buford Pusser, la cererea soției sale Pauline, renunță la cariera de luptător profesionist de wrestling și se întoarce în orașul natal pentru a lucra în sectorul forestier local. Prietenii săi sărbătoresc cu el împreună întoarcerea lui acasă, într-un cazinou. Când Pusser se plânge de înșelăciune în jocuri de noroc, are loc o altercație violentă, în care este înjunghiat.
Șeriful manifestă prea puțin interes în urmărirea penală a făptașilor, motiv pentru care Pusser candidează ca succesor al său și, după ce a fost ales, își pune în aplicare propria viziune asupra îndatoririlor unui șerif. Acest lucru duce la o escaladare în cursul căreia soția lui este ucisă...

## Distribuție
- Joe Don Baker – șeriful Buford Pusser
- Elizabeth Hartman – Pauline Pusser, soția sa
- Lurene Tuttle – Helen Pusser
- Noah Beery, jr. – Carl Pusser
- Dawn Lyn – Dwana Pusser
- Leif Garrett – Mike Pusser
- Felton Perry – Obra Eaker
- Logan Ramsey – John Witter
- Rosemary Murphy – Callie Hacker
- Gene Evans – șeriful Al Thurman
- Bruce Glover – Grady Coker
- Kenneth Tobey – Augie Mccullah
- Don Keefer – Dr. Lamar Stivers
- Douglas Fowley – judecătorul Clarke
- Pepper Martin – Zolan Dicks
- Ted Jordan – Virgil Button
- Red West – șeriful Tanner
- Brenda Benet – Luan Paxton
- Arch Johnson – Buel Jaggers
- Sidney Clute – Sheldon Levine
- Russell Thorson – Ferrin Meaks
- Gil Perkins – primul portar
- Carey Loftin – jucătorul de zaruri
- Warner Venetz – Stickman
- Ed Call – Lutie McVie
- Richard Donald – majordomul
- Gene LeBell – al doilea  portar
- Del Monroe – Otie Doss
- Richard X. Slattery – Arno Purdy

## Coloana sonoră
- Walking Tall interpretată de Johnny Mathis, text de Don Black, muzica de Walter Scharf.